# Pacyfikacja Rudki
Pacyfikacja Rudki – pacyfikacja wsi Rudka (obecnie w granicach Chotyluba) w powiecie lubaczowskim dokonana przez Ukraińską Powstańczą Armię 19 kwietnia 1944. Była jednym z elementów czystki etnicznej prowadzonej przez OUN-UPA na terenach Małopolski Wschodniej.

## Geneza

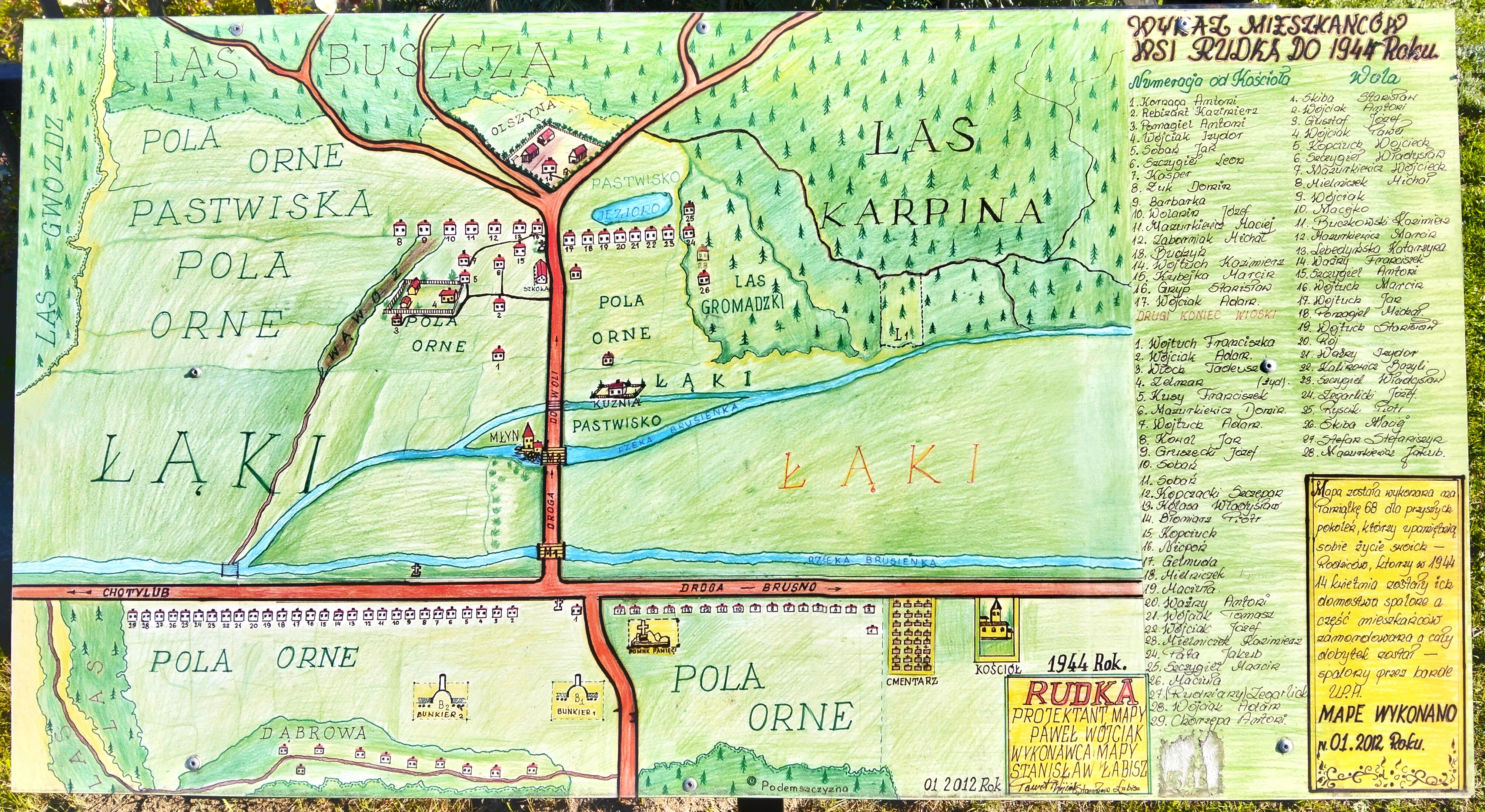
Plan wsi przed pacyfikacją

Przed II wojną światową Rudka była wsią praktycznie całkowicie polską (w 1921 na 440 mieszkańców było 435 Polaków i pięciu Żydów). Stosunki z ludnością zamieszkującą okoliczne miejscowości były poprawne, niezależnie od składu narodowościowego. Gdy jesienią 1943 stosunki z Ukraińcami na terenie powiatu lubaczowskiego i całej Małopolski Wschodniej uległy pogorszeniu, Rudka stanowiła dla nacjonalistów ukraińskich bardzo poważny problem. Zamieszkiwała tu tylko jedna rodzina ukraińska (Stefaniszynowie), współpracująca z Organizacją Ukraińskich Nacjonalistów.
30 listopada 1943 bojownicy UNS z Gorajca zabili we wsi Antoniego Szczygła z Armii Krajowej, a 22 grudnia 1943 Ukraińcy z Nowego Sioła uprowadzili i zamordowali 18-letniego Marcina Mazurkiewicza. W odpowiedzi na to powstała miejscowa samoobrona podlegająca placówce AK w Cieszanowie i prowadząca warty we wsi. Do kwietnia 1944 liczyła ona siedmiu mężczyzn.

## Przebieg

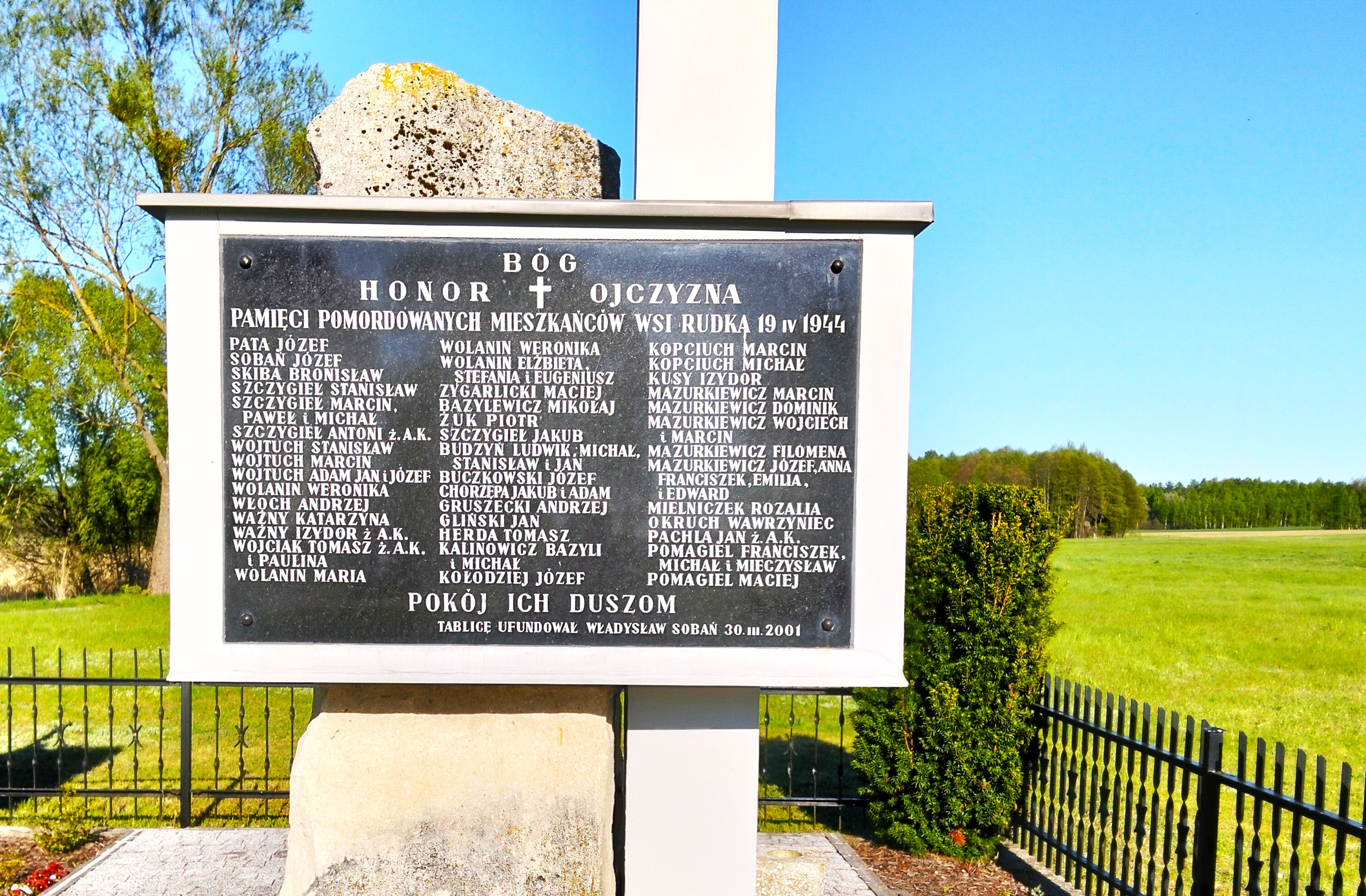
Lista ofiar

Zbrodni dokonała sotnia UPA pod dowództwem Iwana Szpontaka „Zaliźniaka” (była to pierwsza akcja tej grupy). W godzinach rannych 19 kwietnia 1944 (po zejściu warty do domu) od strony Chotyluba nadjechała kolumna furmanek z Ukraińcami ubranymi w mundury niemieckie. Byli to dezerterzy z posterunku ukraińskiej policji w Rawie Ruskiej oraz 14. Dywizji Grenadierów SS, jak również członkowie UNS z Gorajca, Nowego Sioła, Starego Lublińca, Nowego Lublińca, Łówczy i Podemszczyzny. Sołtysowi Bazylemu Kalinowskiemu nakazali oni zbiórkę mieszkańców w szkole. Polacy, którzy spodziewali się możliwej rzezi (nieporadny niemiecki najeźdźców), zaczęli uciekać w kierunku lasu. W tej sytuacji Ukraińcy otworzyli ogień do zbiegów we wsi i poza nią. Ludzi ukrywających się w piwnicach zabijali granatami (część udusiła się dymem lub spłonęła żywcem). Spalili też gospodarstwa. W wyniku zbrodni zginęło 65 (lub 56) Polaków, w tym kobiety i dzieci. Część ludzi ocalała w kościele w Nowym Bruśnie (Ukraińcy spalili tu jedynie plebanię). Częściowo zginęły osoby, które schroniły się w jarze nieopodal przysiółka Wola (zabito mężczyzn powyżej 16 lat, a reszcie nakazano wynosić się "za San"). Ofiary zostały pochowane na cmentarzu w Nowym Bruśnie (mogiłę zdobi stosowny pomnik z tablicą pamiątkową). Po zakończeniu II wojny światowej Rudka nie została nigdy odbudowana.

## Skutki i upamiętnienie
Pacyfikacja wsi i innych osad w okolicy wywarła mocne wrażenie na zamieszkałej tutaj ludności polskiej. Mieszkańcy mniejszych miejscowości porzucali gospodarstwa i uciekali do Cieszanowa, Lubaczowa, a nawet poza San, na obszary powiatu jarosławskiego.
W miejscu wsi posadowiono pomnik z krzyżem i tablicą upamiętniającą nazwiska zamordowanych. Pierwotnie miał on formę głazu wapiennego z napisem: Ta ziemia jest uświęcona krwią niewinnie pomordowanych mieszkańców wsi Rudka przez bandy UPA. W tragiczną noc 19 IV 1944 roku straciło życie 62 mieszkańców, a wieś została spalona.